# Мерзлякова, Татьяна Георгиевна
Татья́на Гео́ргиевна Мерзляко́ва (16 мая 1957 года, село Советское, Алтайский край, СССР) — советская журналистка и российский политический деятель, Уполномоченный по правам человека в Свердловской области с 4 июня 2001 года. Является старейшим (по продолжительности пребывания на своем посту) региональным омбудсменом России. С 2019 года — член Совета при Президенте Российской Федерации по развитию гражданского общества и правам человека.

## Ранние годы
Татьяна Мерзлякова родилась 16 мая 1957 года в семье служащих в селе Советское Алтайского края. В 1979 году окончила факультет журналистики Уральского государственного университета им. А. М. Горького и по распределению в 1979 году направлена на работу в газету города Реж (Свердловская область).

## Журналистская деятельность
В Реже с 1979 года Мезлякова работала в газете «Режевская весть» (до 1990 года издание называлось «Правда коммунизма») корреспондентом, заведующей отделом экономики, главным редактором. Также Мерзлякова являлась членом Союза журналистов СССР и делегатом его VI съезда, проходившего с 14 по 16 марта 1987 года. За серию публикаций «Малая деревня» была удостоена премии Союза журналистов СССР за 1986 год. В советский период Мерзлякова была верным членом КПСС — даже была избрана делегатом на последний (XXVIII) съезд КПСС.

## Депутат (1991—2001 годы)
В 1991—1993 годах Мерзлякова была депутатом Режевского городского совета народных депутатов. В 1996 году стала депутатом Областной думы Законодательного собрания Свердловской области, где заняла пост заместителя председателя комитета по социальной политике. В 2000 году Мерзлякова стала советником председателя правительства Свердловской области по социальным вопросам.

## Уполномоченный по правам человека в Свердловской области

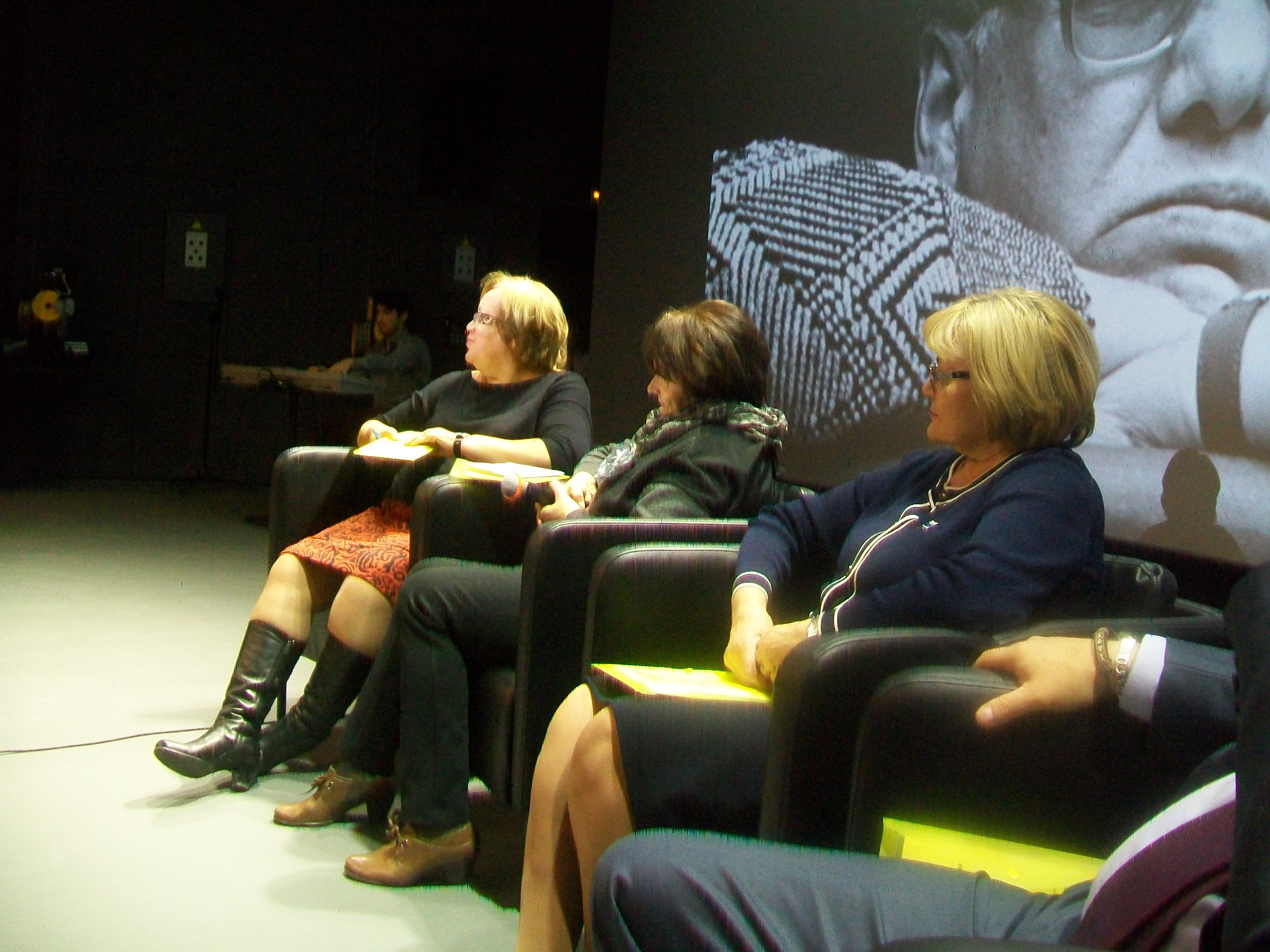
Свердловский и пермский омбудсмены Т. Г. Мерзлякова (крайняя слева) и Т. И. Марголина (вторая слева) на «Дискуссионной трибуне» в Ельцин-центре, октябрь 2016 года

Свердловская область стала вторым (после Башкирии) регионом России, который ввел у себя должность Уполномоченного по правам человека. 4 ноября 1997 года первым Уполномоченным по правам человека в Свердловской области стал В. В. Машков. Однако 15 февраля 2001 года в связи с болезнью он подал заявление об отставке. Машков действительно был тяжело болен и скончался 27 марта 2001 года. Новым Уполномоченным стала Татьяна Мерзлякова, избранная депутатами областного парламента 24 мая 2001 года и переизбранная на новый срок 8 июня 2006 года. Перед первым избранием на должность омбудсмена Татьяна Мерзлякова встречалась со свердловскими правозащитниками, которые одобрили её кандидатуру. Мерзлякова вступила в должность омбудсмена 4 июня 2001 года, принеся присягу.

### Первые годы деятельности
По словам свердловского правозащитника М. И. Трепашкина первые полтора — два года деятельности у Мерзляковой не возникало принципиальных разногласий с общественными правозащитниками. В декабре 2001 года Мерзлякова устроила правозащитникам встречу с губернатором Свердловской области Э. Э. Росселем. Также в 2001 году Мерзлякова заключила соглашения с рядом свердловских правозащитных организаций. Первое время правозащитников пускали в свердловский региональный парламент слушать ежегодные доклады регионального омбудсмена. В дальнейшем отношения Мерзляковой и части свердловских правозащитников испортились. В 2007 году Мерзлякова так отозвалась о правозащитниках: «Опыт шести лет работы с правозащитным сообществом позволяет это, что правозащитник-критик, правозащитник-диссидент даже в этой своей миссии обличителя пороков властей (которые, несомненно, есть) становится сегодня малопродуктивен, а бывает и деструктивен, если не предлагает кроме этого ещё что-то.».

### «Несменяемый» омбудсмен

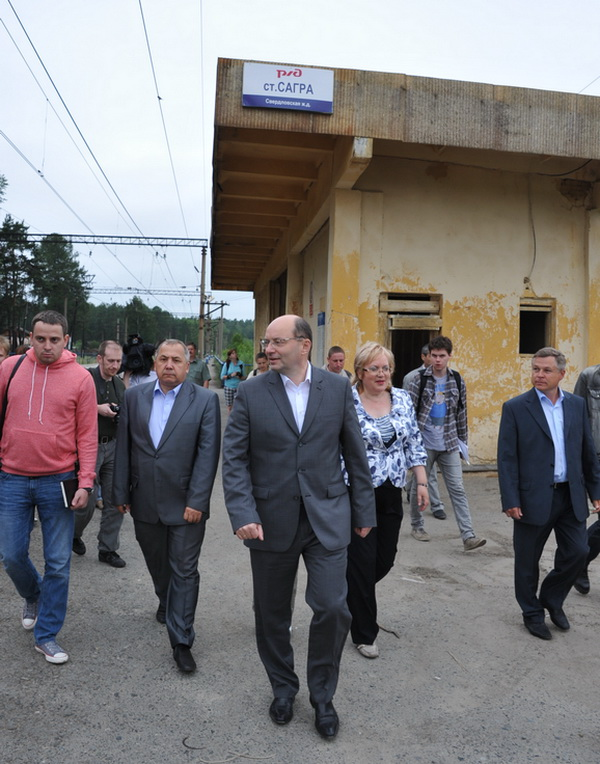
Татьяна Мерзлякова и Александр Мишарин в 2011 году посещают Сагру по следам конфликта в Сагре

При вступлении Мерзляковой в должность областной закон запрещал одному лицу занимать должность Уполномоченного более двух сроков подряд, но затем эту норму исключили и Мерзлякова была переизбрана на третий срок 9 мая 2011 года. Среди региональных омбудсменов России Мерзлякова всегда выделялась тем, что имела высшее журналистское образование, в то время как её коллеги из других регионов были в основном юристами. По состоянию на 1 июля 2013 года из 73 российских действующих региональных омбудсменов высшее журналистское образование было только у 2-х человек (в том числе только у одного первое высшее). Из 39 региональных бывших Уполномоченных высшего журналистского образования не имел никто. Таким образом, Мерзлякова стала единственным журналистом по первому высшему образованию в России, ставшим региональным уполномоченным по правам человека. 15 июня 2016 года Мерзлякова была переизбрана Уполномоченным по правам человека в Свердловской области на 4-й, а 16 июня 2021 года и на 5 срок. В июне 2017 года у Мерзляковой появился аккаунт в социальной сети «Фейсбук».
Правозащитники столкнулись с тем, что Уполномоченный неподконтролен общественности. В 2007 году Мерзлякова отказалась сообщить по запросу общественного объединения «Межрегиональный центр прав человека» сведения о размере финансирования деятельности свердловского омбудсмена из бюджета. В её ответе было сообщено, что Уполномоченный подотчетен только региональному парламенту и более никому.

### Защита прав заявителей
Мерзляковой ежегодно поступает множество обращений лиц, которые считают, что их права нарушены действиями (бездействием) органов власти. Ежегодное количество обращений, поступивших Уполномоченному по правам человека в Свердловской области составляло в 2001—2016 годах от 3167 единиц (в 2003 году) до 5483 единиц (в 2011 году).
В 2013 году Мерзлякова отметила, что эффективность её запросов снизилась: «Объективно признаю, что сегодня к эффективности моей деятельности есть вопросы. И понимаю почему: в какой-то степени в предыдущие годы многое брал на себя административный ресурс, одного письма председателю правительства области хватало на полгода. Потому что люди знали — Мерзлякова по пустякам шум поднимать не будет. Сейчас этого нет. Такая же синусоида — по правам военнослужащих». В ежегодных докладах Мерзляковой показатели эффективности её деятельности не указаны. Доклады содержат информацию о количестве и тематике поступивших к Мерзляковой жалоб, но в них нет данных о том, по какой доле обращений региональный омбудсмен смогла добиться восстановления прав заявителей. Вместе с тем, в докладах федерального Уполномоченного присутствует такой показатель (наряду с данными о тематике и количестве жалоб). Например, в докладе за 2013 год указано, что федеральному омбудсмену «добиться полного восстановления прав заявителей удалось по 5,8 % дел (в 2012 году по 7,7 % дел)». Такой показатель отсутствует в докладе Мерзляковой за 2016 год, несмотря на то, что в 2015 году права региональных Уполномоченных по правам человека были в России значительно расширены (омбудсмены получили, в частности, право запроса в федеральные органы власти). К тому же часто Мерзлякова просто пересылает жалобу заявителя в тот орган власти, на действия (бездействие) которого человек жалуется. Например, в 2005 году Т. Г. Мерзлякова жалобу адвокатов на действия органа прокуратуры переслала в этот самый орган прокуратуры, после чего сообщила заявителям, что данный орган не нашёл нарушений.

### Правовое консультирование и просвещение

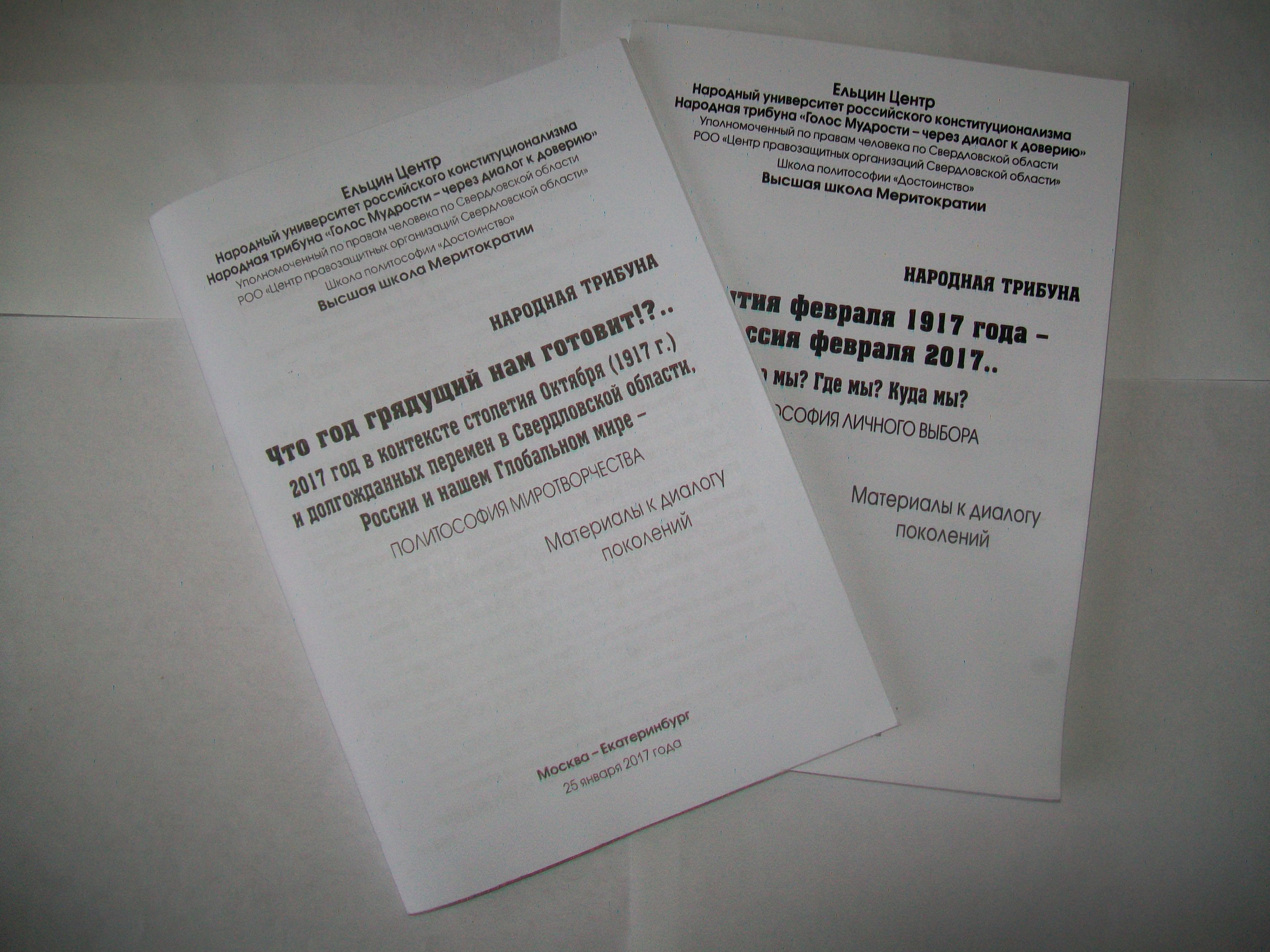
Материалы к заседаниям Народной трибуны в Ельцин-центре (2017 год). Среди издателей значатся Уполномоченный по правам человека в Свердловской области и функционирующий при нём Центр правозащитных организаций Свердловской области

При Мерзляковой на базе Уполномоченного по правам человека в Свердловской области ведется бесплатное правовое консультирование для всех желающих (в небольших объёмах). Например, за 2016 год профессиональными юристами и адвокатами, действующими по договорам со свердловским омбудсменом, был проконсультирован 231 человек. Намного шире Мерзляковой ведется просветительская работа среди населения — распространение знаний о правах человека. Например, в 2016 году на коллективных встречах со свердловским Уполномоченным побывали «свыше 11668 человек». Правовые консультации со стороны самой Мерзляковой порой являются ошибочными. Например, в январе 2017 года Мерзлякова предложила осужденной за репост видеоролика Чудновец выйти по условно-досрочному освобождению. Этот вариант оказался юридически невозможным, так как в России условно-досрочное освобождение может быть применено лишь к лицу, уже отбывшему реально не менее 6 месяцев лишения свободы.
Мерзлякова регулярно участвует в различных конференциях и иных дискуссионных общественных мероприятиях, в том числе в Ельцин-центре. Например, она выступает на «Народной трибуне» Геннадия Бурбулиса.

### Поддержка партии «Единая Россия» и политические выступления
Хотя формально омбудсмен не может поддерживать ту или иную партию, Татьяна Мерзлякова уже в 2006 году открыто поддержала «Единую Россию», защитив её от оппозиции. В интервью «Областной газете» от 30 июля 2006 года Татьяна Мерзлякова заявила: «„Единая Россия“ на Урале — это партия, опирающаяся на рабочего человека. Это единственная партия, которая не стесняется произносить слова „мы россияне“ и „мы, имеющие великую российскую историю“. Она не скрывается за названиями „либералы“, „консерваторы“, „демократы“, „социалисты“. Она — партия единой России… Мне ли как Уполномоченному по правам человека не знать… „Единая Россия“ предлагает не рыбу, а удочку. Почему оппозиция не вспоминает о том, какое огромное дело сделано — выделены бюджетные средства на организацию бесплатного питания младших школьников и детей из необеспеченных семей до конца их обучения?…». Поддержка «Единой России» сочеталась у Мерзляковой с критикой российских правозащитников. Например, в своем докладе за 2006 год Мерзлякова пишет: «известный правозащитник Лев Пономарев ещё в прошлом году на Всероссийском гражданском конгрессе бросал реплики про „путинский кровавый режим“… Режим как режим, были времена и похуже нынешних. Радикализм и намеренная жесткость оценок идет от невостребованности обществом правозащитников. Желание истерикой и криком привлечь внимание к какой-то проблеме часто воспринимается людьми как пиар, стремление привлечь внимание к себе, что, к сожалению, тоже бывает».
В 2011 году Мерзлякова выдвинула свою кандидатуру на проводимом «Единой Россией» (совместно с пропутинским Общероссийском народном фронтом) «Общенародном праймериз» для отбора кандидатов для выборов в Государственную думу 2011 года. По результатам голосования выборщиков Мерзлякова получила поддержку во всех районах области, кроме Екатеринбурга, заняв 9-е место из 120. После этого Мерзлякова внезапно объявила, что не собиралась становиться депутатом Государственной думы и предложила проголосовать за главного редактора «Областной газеты» Романа Чуйченко, который по итогам «Общенародного праймериз» занял 15 место. Таким образом, Мерзлякова фактически занялась агитацией за одного из участников праймериз, оставаясь Уполномоченным по правам человека.
Во время акций протеста против фальсификации выборов в Государственную думу 2011—2012 годов Мерзлякова сначала осторожно высказывалась в поддержку протестующих. В своем докладе за 2011 год, подписанном 12 января 2012 года в санатории «Обуховский», Мерзлякова сообщила: «Представители власти до сих пор пытаются внушить себе и дать отпор народу, ссылаясь то на запад, который пытается дестабилизировать наше общество посредством провокации митингов, то на деньги, которые платили студентам для участия в них». После подавления протестного движения Мерзлякова изменила свою позицию. В докладе за 2012 год, начатом с цитаты из выступления Владимира Путина, она высказалась так: «То, что выдвигают люди с Болотной, слишком отличаются от того, что необходимо нашим людям из Лобвы».
Во время аннексии Крыма Россией Татьяна Мерзлякова выступила 18 марта 2014 года на митинге в Екатеринбурге, который проводился в поддержку аннексии. Мерзлякова, не дожидаясь официального включения полуострова в РФ, сокобщила со сцены собравшимся на мероприятие: «Я работаю с политиками самого разного плана, но здесь мы должны сплотиться, потому что Крым — это выбор народа, народ показал, что захотел и сам решил, Крым показал, что без всякого давления, без косовских бомбежек народ выбрал свой дальнейший путь, и у него получилось. На Россию ложится огромная ответственность, ей будет непросто, но нас должна объединить воля народа Крыма».

### Мерзлякова и Уставный суд Свердловской области
В Свердловской области есть собственный орган конституционного контроля — Уставный суд Свердловской области. Этот орган вправе отменить любой нормативно-правовой акт, изданный на территории Свердловской области органами местного самоуправления или областными властями, если сочтет его противоречащим правам человека, закрепленным в Уставе Свердловской области. Представители Уполномоченного по правам человека в Свердловской области иногда принимают участие в заседаниях Уставного суда, высказывая мнения, необязательные для суда. При этом порой мнение представителя Уполномоченного может не совпадать с позицией суда. Например, в 2009 году во время заседания по делу о внесудебном сносе металлических гаражей в Екатеринбурге Уполномоченный по правам человека в Свердловской области сообщила (через представителя), что такой снос не нарушает прав граждан. Однако Уставный суд не согласился с ней и отменил оспариваемые заявителями нормы муниципального акта, посчитав, что внесудебный снос нарушает права жителей Екатеринбурга и противоречит Уставу Свердловской области.

### Антимигрантское заявление 2016 года
В январе 2016 года на официальном сайте Уполномоченного по правам человека в Свердловской области появилось заявление следующего содержания: «Нельзя закрывать глаза на то, как вольно ведут себя в местах лишения свободы лидеры диаспор, как чувствуют себя мигранты из стран Средней Азии». В ответ на сайте организации «Правозащитники Урала» появилось сообщение, в котором это утверждение Мерзляковой было расценено как возможно содержащее «признаки национальной ненависти». В опровержении заявления было сказано, что «у общественности нет сведений о каких-то привилегиях национальным диаспорам в исправительных учреждениях». По мнению автора опровержения, сайт Мерзляковой начинает походить на «страницу уральского Ку-Клукс-Клана».

## Работа в Комиссии по помилованию
Татьяна Мерзлякова возглавляет комиссию по помилованию Свердловской области и 13 лет является её членом. Эта комиссия, созданная в 2002 году, рассматривает все ходатайства о помиловании и передает их на согласование губернатору Свердловской области, а тот передает их на рассмотрение Президенту России. Подавляющее большинство ходатайств отклоняется Комиссией. С 2002 года по март 2017 года Комиссия рассмотрела 3 032 ходатайств, из которых на рассмотрение губернатору рекомендовала 275 прошений[значимость факта?]. В конечном итоге президентом были помилованы только 24 осуждённых[значимость факта?].

## Доходы
В 2007 году правозащитникам было отказано в предоставлении информации о финансировании деятельности свердловского омбудсмена. Поэтому о доходах Мерзляковой можно судить только по её декларации — за 2014 год она заработала около 2 млн руб..

## Критика деятельности Мерзляковой
Мерзлякову критикуют за её бездействие по защите прав заявителей. В 2007 году свердловский правозащитник М. И. Трепашкин обозначил следующие недостатки в её работе:
- Слабая защита прав жителей сельской местности — до 2007 года в годовых докладах Мерзляковой о «кричащих» проблемах селян даже не упоминалось;
- Отказ Мерзляковой оказать помощь по защите от преследования со стороны властей таких правозащитников как Ф. В. Квашнин и В. Мельниченко.

Фактическое бездействие со стороны Мерзляковой отмечал в 2013 году депутат Законодательного собрания Свердловской области от «Единой России» Максим Иванов: «Хотелось бы, чтобы аппарат и она сама были более зубастые. Если в законе предусмотрено право проведения собственных расследований, дача заключений в органы, которые вправе применять административное воздействие, то хотелось бы, чтобы они пользовались этим правом. К сожалению, они этого не делают. Только констатируют факт, что здесь плохо, или там плохо. Хотелось бы, чтобы проблемы, связанные с нарушением прав человека в Свердловской области, решались более оперативно и конструктивно. Не одной констатацией фактов, а конкретными делами, которые предусмотрены нашим законом об уполномоченном по правам человека в Свердловской области».
Критиковали Мезлякову также депутаты от КПРФ. Например, Андрей Альшевских в 2013 году так характеризовал её действия: «люди начинают голодовку, требуют свое заработанное. Она приезжает и начинает уговаривать это не делать». В феврале 2018 года депутаты Законодательного собрания Свердловской области Александр Ивачев и Александр Ладыгин при представлении Мерзляковой доклада за 2017 год, заявили, что она слишком много уделила внимание защите тех, кто давно умер (жертв сталинских репрессий 1937 года), но при этом остаются нерешенными проблемы детей-сирот и инвалидов. На это Мерзлякова ответила, что она не должна подменять собой органы исполнительной власти, в том числе Министерство социальной политики Свердловской области, которое и занимается вопросами социальной защиты.
Деятельность Мерзляковой в 2017 году подверг критике мэр Екатеринбурга Евгений Ройзман. Он предложил во время встречи Уполномоченному по правам человека в Российской Федерации Татьяне Москальковой уволить Мерзлякову и утверждал, что свердловский уполномоченный не занимается проблемой группы обманутых дольщиков, которые объявили протестную голодовку.
Свердловский правозащитник В. А. Шаклеин отмечал следующие негативные моменты в деятельности Мерзляковой:
- Неосвещение в ежегодных докладах Уполномоченного правозащитной деятельности независимых общественных организаций Свердловской области;
- Неуказание в ежегодных докладах Мерзляковой многих случаев нарушения прав граждан со стороны органов власти.

В 2015 году с критикой деятельности Мерзляковой к губернатору Свердловской области Евгению Куйвашеву обращалась группа членов Общественной наблюдательной комиссии Свердловской области во главе с Вячеславом Башковым.

### Взимание мелких подношений с проверяемых мест лишения свободы
В 2014 году правозащитник Д. Рожин написал, что работники нескольких мест лишения свободы рассказали ему, что Татьяна Мерзлякова никогда не отказывается от бесплатного питания и сувениров при посещении проверяемых мест лишения свободы.

### Приписки и игнорирование фактов пыток
Руководитель общественной организации «Архив Отписка» Александр Ливчак в опубликованном в 2006 году специальном докладе Т. Г. Мерзляковой «О нарушениях прав подозреваемых и обвиняемых, содержащихся в изоляторах временного содержания органов внутренних дел Свердловской области» выявил приписку: в докладе описана ситуация в 48 изоляторах временного содержания Свердловской области, но при этом Уполномоченный и его сотрудники лично посетили только 15 изоляторов. А. Ливчак предположил, что скорее всего данные по оставшимся 33 изоляторам попали в доклад из какого-то милицейского или прокурорского отчета. Кроме того, А. Ливчак обратил внимание, что Мерзлякова в докладе критикует «отдельные недостатки» в работе изоляторах временного содержания (нехватка постельного белья и тому подобное). О пытках в изоляторах Мерзлякова в докладе не написала — например, она даже не упомянула о гибели в 2005 году в изоляторе временного содержания Екатеринбурга Владимира Орлова, который был забит насмерть милиционерами (этот факт признало ГУВД Свердловской области). На критическую публикацию Ливчака об этой ситуации, ответил главный специалист аппарата Уполномоченного по правам человека в Свердловской области В. И. Попов. Критика ему не понравилась и он весьма жестко отозвался о самом А. Ливчаке. По словам В. И. Попова, у Ливчака «нет за душой ни чести, ни совести, ни элементарной человеческой порядочности» и ему недоступны «простые логические операции», правозащитник льет «свои помои», распространяет « ложь и клевету», а также «совсем не безобидную галиматью».

### Содействие в сокрытии фактов пыток и акций протеста в местах лишения свободы
В 2006 году Татьяна Мерзлякова через своего пресс-секретаря Виктора Вахрушева сообщила, что заключенные исправительной колонии № 2 вскрыли себе вены в знак протеста против того, что им администрация колонии не давала смотреть телесериал «Зона». Это заявление вызвало недоумение уральских правозащитников, так как уже прошла пресс-конференция Главного управления Федеральной службы исполнения наказаний, на которой представители этого ведомства сообщили, что 17 заключенных этой колонии вскрыли себе вены в знак протеста против отказа администрации удовлетворить их 17 требований. Уральские правозащитники заявили, что причиной коллективного суицида стало плохое обращение с осужденными и пытки заключенных со стороны администрации колонии. В доказательство своих слов правозащитники предъявили медицинские справки и заявления родственников пострадавших заключенных. Руководитель правозащитной организации «Правовая основа» Алексей Соколов попытался провести пресс-конференцию с критикой как Главного управления Федеральной службы исполнения наказаний, так и Татьяны Мерзляковой. Однако в проведении пресс-конференции правозащитнику отказали местные пресс-центры ИТАР-ТАСС и Интерфакс. По словам Алексея Соколова, Мерзлякова фактически покрывала Главное управление Федеральной службы исполнения наказаний и силовики использовали свердловского Уполномоченного как «индульгенцию»: после любого серьёзного инцидента в колонии туда посылали Мерзлякову, чтобы показать, что якобы «все наладилось».
В 2006 году в той же исправительной колонии № 2 (Екатеринбург) тремя заключенными-активистами был насмерть забит заключенный. В этой колонии практиковались пытки заключенных (причем сцены пыток демонстрировались по кабельному телеканалу колонии другим заключенным), а после пребывания в колонии заключенные начинали писать признания в совершенных ими преступлениях (на некоторых документах о явке с повинной сохранились следы крови). После гибели заключенного начальник колонии № 2 доктор педагогических наук Сергей Ветошкин был снят с должности. Татьяна Мерзлякова, которой на факты злоупотреблений в этой колонии неоднократно жаловались правозащитники, вплоть до заявления Генеральной прокуратуры Российской Федерации не видела серьёзных проблем в этой колонии. После увольнения бывший начальник колонии № 2 Ветошкин участвовал в правозащитных конференциях совместно с Татьяной Мерзляковой.
В 2015 году Уполномоченный по правам человека в Российской Федерации Э. А. Памфилова встретилась с членами Общественной наблюдательной комиссии Свердловской области. Во время встречи член Общественной наблюдательной комиссии Челябинской области Татьяна Труфанова сообщила федеральному омбудсмену в присутствии Татьяны Мерзляковой, что в исправительных колониях Свердловской области практикуются пытки и избиения заключенных. В ответ на это Татьяна Мерзлякова направила запрос Уполномоченному по правам человека в Челябинской области Алексею Севастьянову, в котором отрицались факты пыток в местах лишения свободы Свердловской области.
В июле 2015 года в исправительной колонии № 46 Невьянска более 500 заключенных объявили коллективную протестную голодовку. По словам члена Общественной наблюдательной комиссии Свердловской области Ларисы Захаровой, Татьяна Мерзлякова объявила СМИ о том, что голодовка якобы прекратилась, в то время как протестная акция продолжалась и количество голодающих только увеличивалось.

## Награды и премии

### Государственные награды
- Медаль ордена «За заслуги перед Отечеством» I степени (28 февраля 2023) - за достигнутые трудовые заслуги и многолетнюю добросовестную работу[45]
- Медаль ордена «За заслуги перед Отечеством» II степени[3]

### Награды Свердловской области
- Звание «Почётный гражданин Свердловской области»[46]
- Знак отличия «За заслуги перед Свердловской областью»[3]

### Конфессиональные награды
- Орден святой равноапостольной княгини Ольги II степени[6]
- Орден святой равноапостольной княгини Ольги III степени[6]

### Ведомственные и общественные награды
- Памятный знак «В память 200-летия Минюста России»[3]
- Памятный знак «300 лет российской прессы»[3]
- Почетный знак Союза журналистов России «Честь. Достоинство. Профессионализм»[3]

### Премии
- Премия Союза журналистов СССР (1986 год)[6]

### Почётные звания
- Почётный профессор УрГЮУ[47]

## Семья
Муж — Юрий Владимирович Мерзляков, известный свердловский юрист (умер в декабре 2016 года). Имеет дочь.